# Liparis elegans
Espèce
Synonymes
- Cestichis elegans (Lindl.) M.A.Clem. & D.L.Jones[1]
- Leptorchis elegans (Lindl.) Kuntze

Liparis elegans est une espèce de plantes à fleurs de la famille des Orchidaceae (les orchidées).

## Description
C'est une orchidée terrestre.

## Répartition
L'espèce est trouvée en Asie du Sud Est (Indonésie, Papouasie-Nouvelle-Guinée).

## Publication originale
- John Lindley, Numer. List no 1943, 1828.